# Juchlistock
Der Juchlistock ist ein Berg in den Berner Alpen im Schweizer Kanton Bern.
Der Gipfel erreicht eine Höhe von 2594 m ü. M. Er liegt westlich der Grimsel-Passstrasse (Hauptstrasse 6) respektive des Räterichsbodensees (1762 m) auf dem Gebiet der Gemeinde Guttannen.
Der Juchlistock bildet den östlichen Abschluss des von West nach Ost verlaufenden Grats zwischen dem Bächlital im Norden und dem Grimselsee (1908 m) im Süden. Im Westen des Juchlistocks erhebt sich der Brünberg (2982 m) und dahinter der Bächlistock (3246 m).
Unter dem Juchlistock liegt seit 1984 das Felslabor Grimsel der Nagra.